# Взрыв бензовоза в Джигаве
Взрыв бензовоза в Джигаве — катастрофа 15 октября 2024 года в Маджии, штат Джигава, Нигерия, в результате которой погибли более 180 человек и более 80 получили ранения.

## Предыстория
Аварии с участием бензовозов в Нигерии происходят часто. Так, в сентябре 2024 года в штате Нигер в результате столкновения автоцистерны с грузовиком, перевозившим пассажиров и скот, 59 человек погибли. По оценке Федеральной комиссии по безопасности дорожного движения, ежегодная смертность при ДТП в Нигерии составляет около 40 тысяч человек. По данным «Франс Пресс», после отмены субсидии в 2023 году президентом страны Бола Тинубу, цены на бензин выросли в пять раз, что привело к дефициту топлива. Из-за этого местные жители вынуждены сливать топливо из автоцистерн после аварий.

## Взрыв
Бензовоз проехал около 110 километров из соседнего штата Кано. Во время движения по скоростной автомагистрали недалеко от города Маджия в штате Джигава на севере Нигерии автоцистерна перевернулась, пытаясь избежать столкновения с грузовиком, в результате чего бензин вылился на дорогу. Многие сельские жители пришли на место происшествия и попытались собрать разлившееся топливо. Через несколько минут начался пожар, за которым последовал взрыв. На видеозаписи видно, как пожар охватил большую площадь, также заметны обгоревшие тела. Ранним утром 16 октября пожар все еще продолжался.

## Последствия
Харуна Майрига, глава Агентства по чрезвычайным ситуациям штата Джигава, заявил, что были проведены массовые похороны погибших. Сообщается, что в братской могиле погребены более 140 жертв. Представитель полиции Лаван Шиису Адам заявил, что по меньшей мере 100 человек, многие из которых получили тяжелые ранения в результате взрыва, были доставлены в больницы в городах Рингим и Хадеджия.

### Реакция
Сенат Нигерии почтил память погибших минутой молчания. Вице-президент Кашим Шеттима потребовал провести проверку безопасности и заявил, что федеральное правительство направит ресурсы для оказания поддержки пострадавшим людям. Президент Бола Тинубу позже заявил, что проверка будет «быстрой и всеобъемлющей». По его словам, в партнёрстве с различными государственными органами будет проведен пересмотр транспортных протоколов для бензина, а нарушители новых правил будут наказаны. Президент направил на место катастрофы высокопоставленных правительственных чиновников, включая министра обороны и министра транспорта, вместе с продовольственной помощью и медикаментами.